# Clathraria maldivensis
Clathraria maldivensis is een zachte koraalsoort uit de familie Melithaeidae. De koraalsoort komt uit het geslacht Clathraria. Clathraria maldivensis werd in 1987 voor het eerst wetenschappelijk beschreven door van Ofwegen. 